# Lasioglossum eremophilum
Lasioglossum eremophilum is een vliesvleugelig insect uit de familie Halictidae. De wetenschappelijke naam van de soort is voor het eerst geldig gepubliceerd in 1995 door Ken Walker.